# Bruno Åkesson
Jöns Bruno Vincent Åkesson (ur. 22 stycznia 1877, zm. 3 lutego 1971) – szwedzki zapaśnik walczący w stylu klasycznym. Olimpijczyk ze Sztokholmu 1912, gdzie zajął 24. miejsce w wadze piórkowej.

## Letnie Igrzyska Olimpijskie 1912
| Konkurencja          | Rundy eliminacyjne      | Rundy eliminacyjne | Klas. końcowa |
| Konkurencja          | Przeciwnik I            | Przeciwnik II      | Miejsce       |
| -------------------- | ----------------------- | ------------------ | ------------- |
| 60 kg styl klasyczny | Mikael Hestdahl (NOR) P | Alf Taylor (GBR) Z | 24.           |